# Ali Abdilmana
Ali Abdilmana (17 de febrero de 2002) es un deportista de Etiopía que compite en atletismo. Ganó una medalla de plata en el Campeonato Mundial de Atletismo Sub-20 de 2021, en la prueba de 3000 m.